# Wojciech Chrzanowski

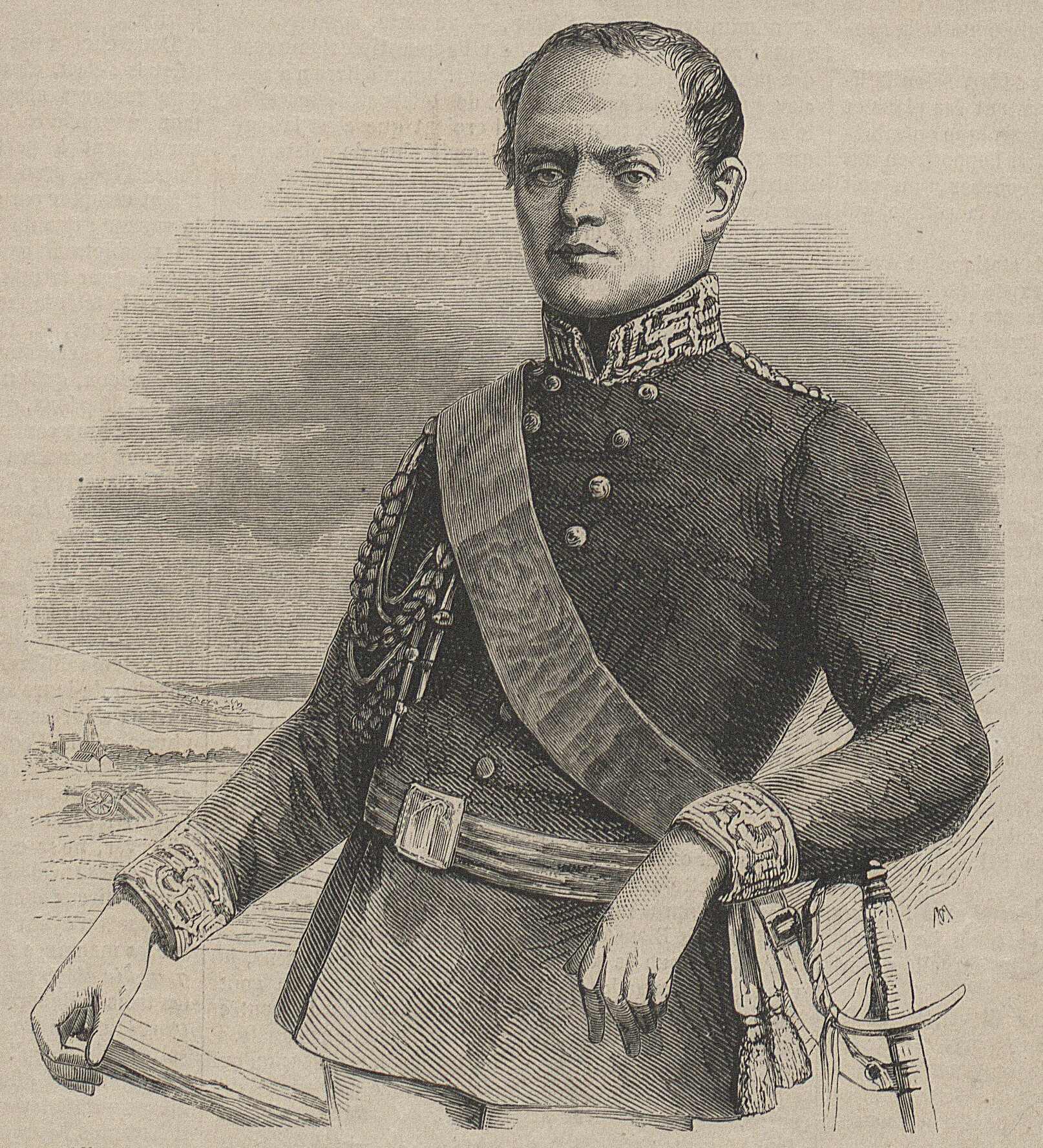
Wojciech Chrzanowski

Wojciech Chrzanowski, född 14 januari 1793, död 26 februari 1861, var en polsk militär.
Chrzanowski tjänade först under Napoleon I och var under det polska upproret 1830-1831 en tid generalstabschef i polska armén men misströstade snart om framgång och stödde därför en kapitulation. Han blev därefter rysk överstelöjtnant, men valde snart att emigrera till Paris. 1848 kallades han att reorganisera Sardiniens armé. Kort efter nederlaget i slaget vid Novara lämnade Chrzanowski Italien och begav sig till Amerika, men återvände efter några år till Paris, där han dog.